# Dola Banerjee
Dola Banerjee, född 2 juni 1980, är en indisk bågskytt. Hon deltog vid olympiska sommarspelen 2004 och 2008.